# Матчи сборной Москвы по футболу (1917)
Сезон 1917 года стал 11-м в истории сборной Москвы по футболу.
В нем сборная провела 1 официальный матч (товарищеский междугородний со сборной Петрограда), а также 4 неофициальных.

## Классификация матчей
По установившейся в отечественной футбольной истории традиции официальными принято считать матчи первой сборной с эквивалентным по статусу соперником (сборные городов, а также регионов и республик); матчи с клубами Москвы и других городов составляют отдельную категорию матчей.
Международные матчи также разделяются на две категории: матчи с соперниками топ-уровня (в составах которых выступали футболисты, входящие в национальные сборные либо выступающие в чемпионатах (лигах) высшего соревновательного уровня своих стран — как профессионалы, так и любители) и (начиная с 1920-х годов) международные матчи с так называемыми «рабочими» командами (состоявшими, как правило, из любителей невысокого уровня).

## Статистика сезона
| 1917          |                              |     |
| Н (1)         | Москва — «Сокольнический» КЛ | 5:3 |
| Н (2)         | Москва — Москва (класс «Б»)  | 3:1 |
| Н (3)         | Москва — «Сокольнический» КЛ | 1:2 |
| МГ 14         | Москва — Петроград           | 1:1 |
| Н (4)         | Москва — «Новогиреево»       | 1:4 |
| Итого         |                              |     |
| И В Н П М     |                              |     |
| 1 0 1 0 1−1   |                              |     |
| 4 2 0 2 10−10 |                              |     |

## Официальные матчи

### 39. Москва — Петроград — 1:1
Междугородний товарищеский матч 14 (отчет ).

| Москва         | 1:1 | Петроград |
| -------------- | --- | --------- |
| - ? 88′ (авт.) |     | - 10′ ?   |

| Игрок               | Клуб                |                | Вышел на замену | Гол  |
| ------------------- | ------------------- | -------------- | --------------- | ---- |
| Шашин, Н. «Свифт»   | «Сокольнический» КЛ | Серебряный гол | 2               | (-3) |
|                     |                     |                |                 |      |
| Потапов, В.         | «Мамонтовка»        |                | 1               |      |
| Меморский, Владимир | КФ «Сокольники»     |                | 1               |      |
|                     |                     |                |                 |      |
| Леонтьев, В.        | «Новогиреево»       |                | 3               |      |
| Бухтеев, Сергей     | «Новогиреево»       |                | 2               |      |
| Фигурновский, А.    | «Новогиреево»       |                | 1               |      |
|                     |                     |                |                 |      |
| Перницкий, Вячеслав | КС «Орехово»        |                | 1               |      |
| Троицкий, Николай   | «Новогиреево»       |                | 1               |      |
| Цыплёнков, Пётр     | «Новогиреево»       |                | 1               |      |
| Канунников, Павел   | «Новогиреево»       |                | 2               | 1    |
| Шапошников, Алексей | КС «Орехово»        |                | 1               |      |

| Петроград  |  |
| ---------- |  |
| Полежаев   |  |
|            |  |
| Г.Филиппов |  |
| Скобелев   |  |
|            |  |
| Стенинг    |  |
| Батырев    |  |
| Лагунов    |  |
|            |  |
| Юрьеля     |  |
| П.Филиппов |  |
| Г.Иванов   |  |
| Карнеев    |  |
| Я.Блинков  |  |

## Неофициальные матчи
1. Традиционный матч «чемпион - сборная турнира» Чемпионата Москвы 1917 (весна) .
| Москва       | 5:3 | «Сокольнический» КЛ |
| ------------ | --- | ------------------- |
| - Канунников |     |                     |

| Москва: Туранов - ... Игнатов, Канунников ... «Сокольнический» КЛ: Дуров - ... Савин ... |

2. Товарищеский матч.
| Москва       | 3:1 | Москва (класс «Б») |
| ------------ | --- | ------------------ |
| - Канунников |     |                    |

| Москва: Туранов (КСО) – С.Сысоев (ЗКС), Игнатов («Новогиреево») – С.Бухтеев («Новогиреево»), И.Овечкин (КФС), И.Андреев (КСО) – Н.Денисов (КФС), Н.Троицкий («Новогиреево»), А.Кротов (КСО), Канунников («Новогиреево»), Шапошников (КСО) Москва (класс «Б»): Миронюк («Баулино») - В. Потапов («Мамонтовка»), Вс. Кузнецов (СКЗ) - Н. Мастеров («Мамонтовка») ... |

3. Товарищеский матч.
| Москва | 1:2 | «Сокольнический» КЛ |
| ------ | --- | ------------------- |
|        |     | - 80′ Феофанов      |

| Москва: Н.Смирнов («Новогиреево») – Меморский (КФС), Игнатов («Новогиреево») – С.Бухтеев («Новогиреево»), И.Овечкин (КФС), И.Андреев (КСО) – Н.Денисов (КФС), Н.Троицкий («Новогиреево»), Федяев (КСО), Канунников («Новогиреево»), Шапошников (КСО) «Сокольнический» КЛ: Дуров – Савин, Моргунов – Бункин, Ливотов, В. Ратов – Багров, А.Воробьев, Феофанов, Макаров, Карпов |

4. Традиционный матч «чемпион - сборная турнира» Чемпионата Москвы 1917 (осень) .
| Москва | 1:4 | «Новогиреево» |
| ------ | --- | ------------- |
|        |     | - Н.Троицкий  |

| Москва: Н.Лавров (ЗКС) – С.Сысоев (ЗКС), Аулэ (ЗКС) – В.Ратов (СКЛ), Лепорский (ОФВ), М.Романов (ЗКС) – Малюков (ЗКС), Абрамов (ОФВ), Г. Архангельский (КСО), С. Троицкий (ОФВ), Шапошников (КСО) Новогиреево: Н.Смирнов - ... Игнатов, С.Бухтеев, Н.Троицкий ... |